# 安德烈·薩托萊蒂

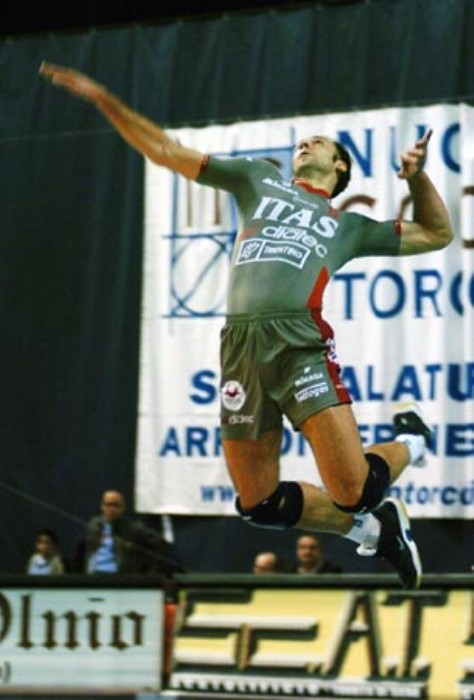
安德烈·薩托萊蒂

安德烈·薩托萊蒂（義大利語：Andrea Sartoretti，1971年6月19日—），佩魯賈人，意大利前男子排球運動員。1993年首次代表意大利國家排球隊出場。曾代表意大利參加奧運會的賽事。

## 外部連結
- 安德烈·薩托萊蒂在国际奥林匹克委员会的资料